# Ulica Krowoderska w Krakowie
Ulica Krowoderska – ulica w Krakowie, w dzielnicy I Stare Miasto, pomiędzy Piaskiem (strona parzysta) a Kleparzem (strona nieparzysta). Łączy ulicę Basztową z aleją Juliusza Słowackiego, czyli I obwodnicę z II obwodnicą.  Jej kontynuacją w kierunku północno-zachodnim jest ulica Mazowiecka.
Nazwa ulicy nawiązuje do wsi Krowodrza, do której prowadziła droga, na miejscu której powstała obecna ulica.

## Zabudowa
- ul. Krowoderska 1 (ul. Basztowa 10, ul. Długa 2) – Kamienica czynszowa. Projektowali Roman Bandurski i Emil Allweil, 1929.
- ul. Krowoderska 2-4 (ul. Basztowa 9) – Budynek Państwowej Szkoły Muzycznej II Stopnia im. W. Żeleńskiego. Projektował Tomasz Pryliński, 1884.
- ul. Krowoderska 3 – Kamienica czynszowa. Projektował Tomasz Pryliński, koniec XIX wieku.
- ul. Krowoderska 5 – Kamienica czynszowa. Projektował Józef Peroś, 1907. W kamienicy, w lokalu nr 12, mieszkali Józef Kluza i Danuta Leszczyńska-Kluza(inne języki). Ich mieszkanie i pracownia malarska od 1998 do 2018 roku znajdowały się w rejestrze zabytków Wojewódzkiego Urzędu Ochrony Zabytków w Krakowie. Zostały wykreślone na wniosek właścicieli kamienicy.
- ul. Krowoderska 6 (ul. Sereno Fenn’a 16) – Kamienica czynszowa. Projektował Maurycy Rappaport, 1930.
- ul. Krowoderska 8 (ul. Biskupia 19) – Gmach YMCA. Projektował Wacław Krzyżanowski, 1926.
- ul. Krowoderska 16 – Kościół św. Franciszka Salezego i klasztor ss. wizytek.
- ul. Krowoderska 31 – Budynek dawnego Teatru Ludowego, w którym występowali Leon Wyrwicz, Józef Węgrzyn a debiutowali na scenie Juliusz Osterwa i Stefan Jaracz (na frontowej ścianie znajduje się tablica upamiętniająca aktora).
- ul. Krowoderska 74 – Kamienica czynszowa, ma tutaj siedzibę Małopolski Związek Piłki Nożnej.
- ul. Krowoderska 79 – Kamienica czynszowa, w której w latach 1901–1906 mieszkał i miał pracownię Stanisław Wyspiański.

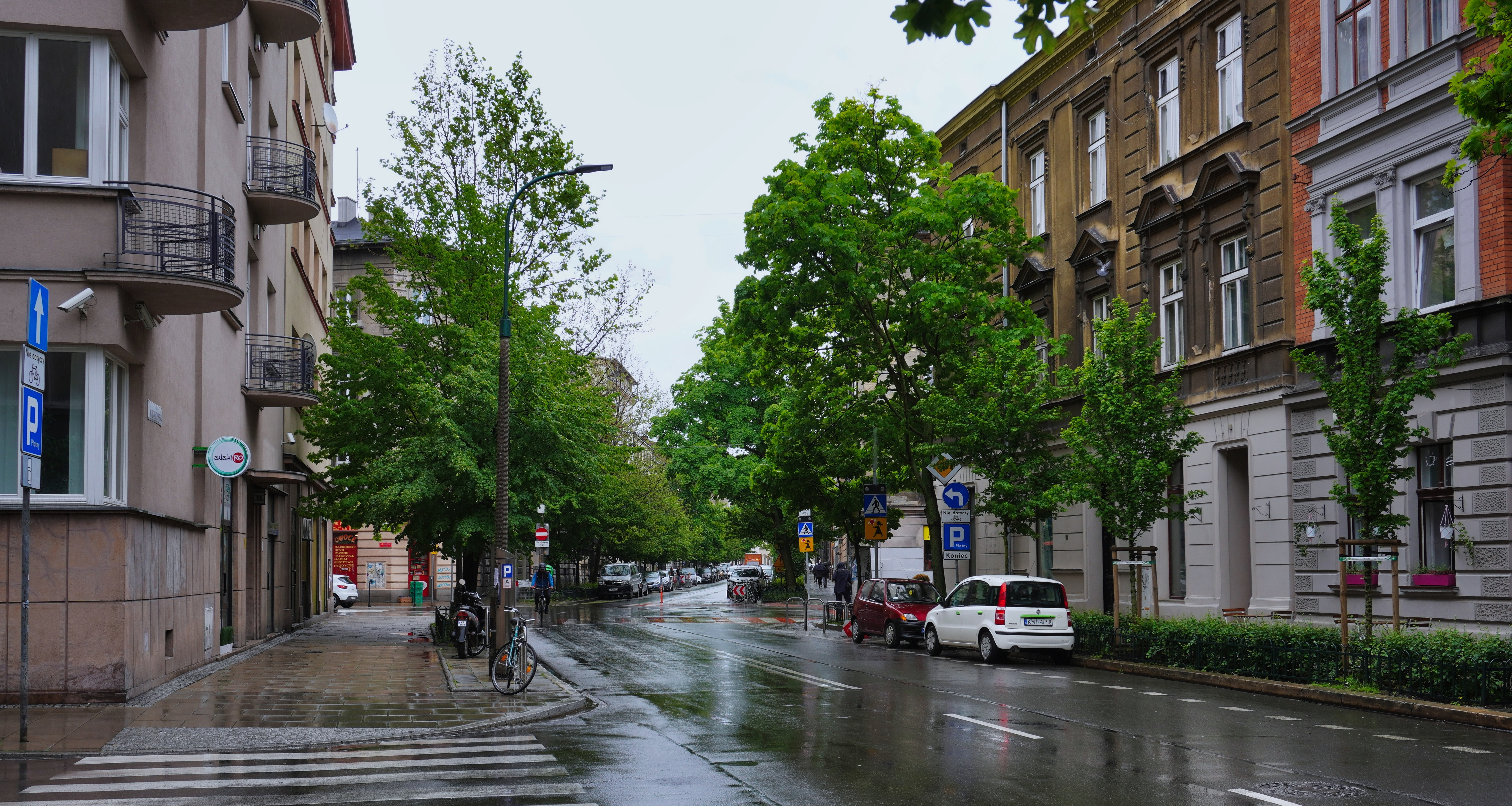
Widok na południe od skrzyżowania z ulicą Szlak
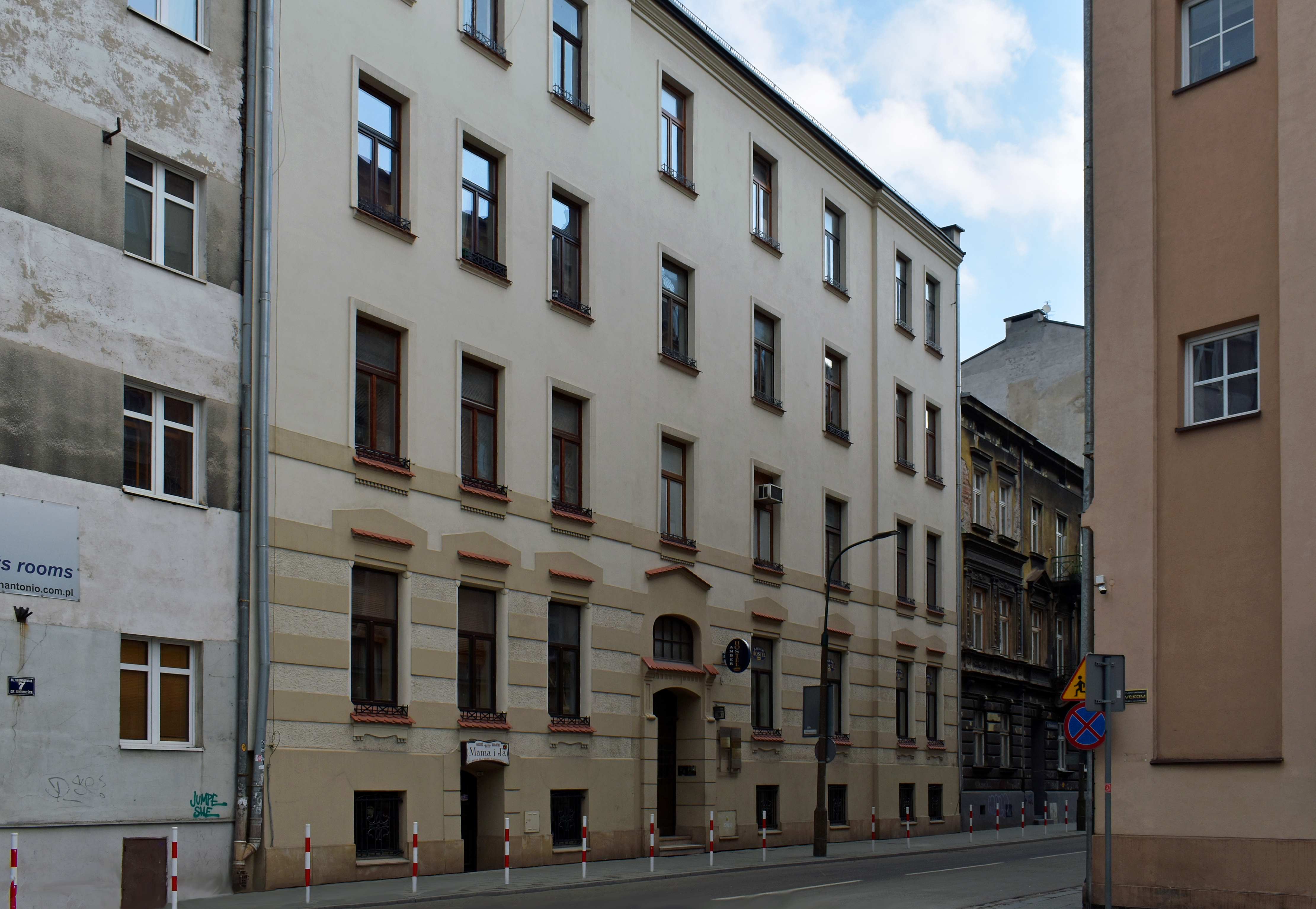
ul. Krowoderska 5
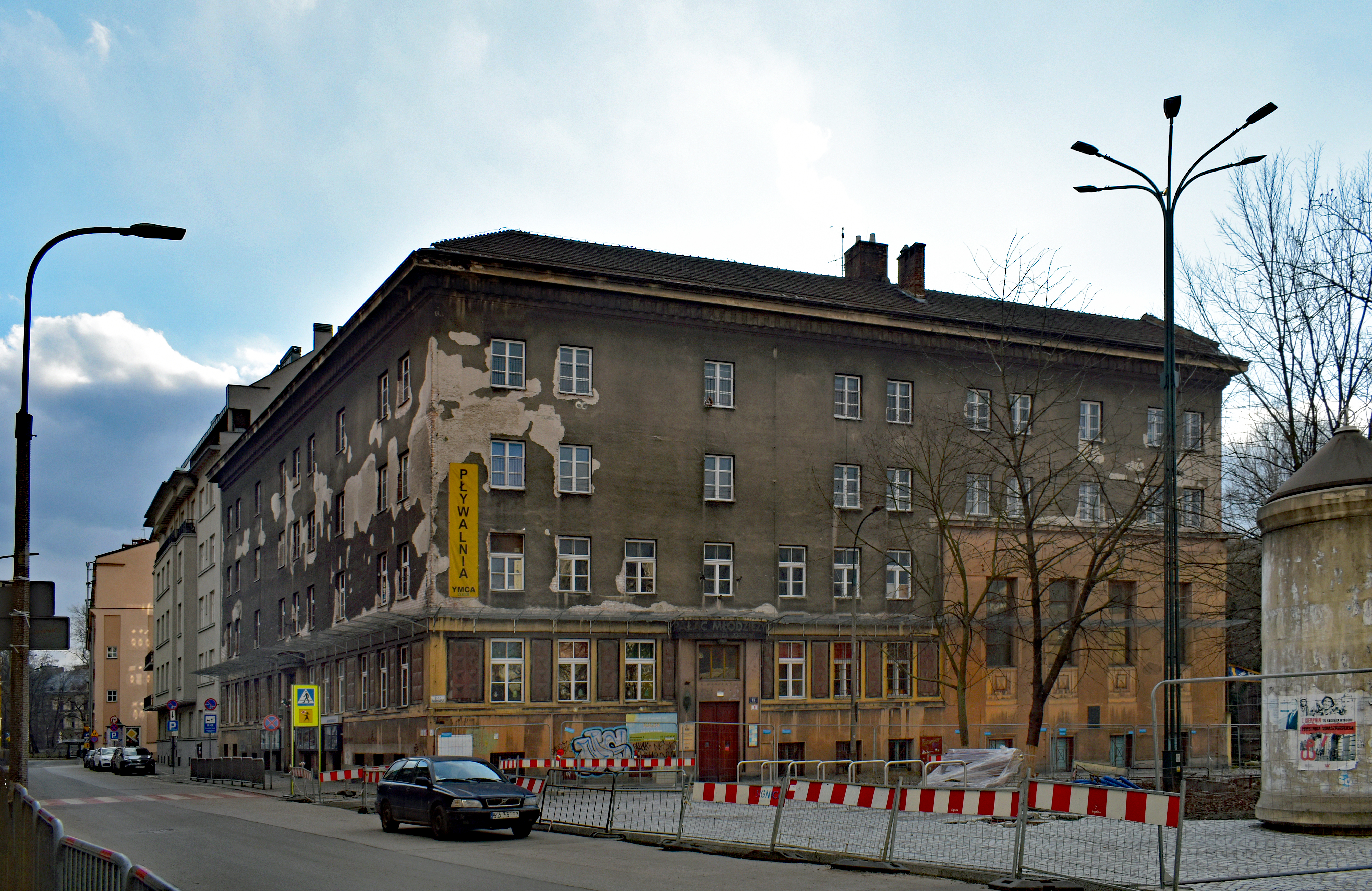
ul. Krowoderska 8 Gmach YMCA.
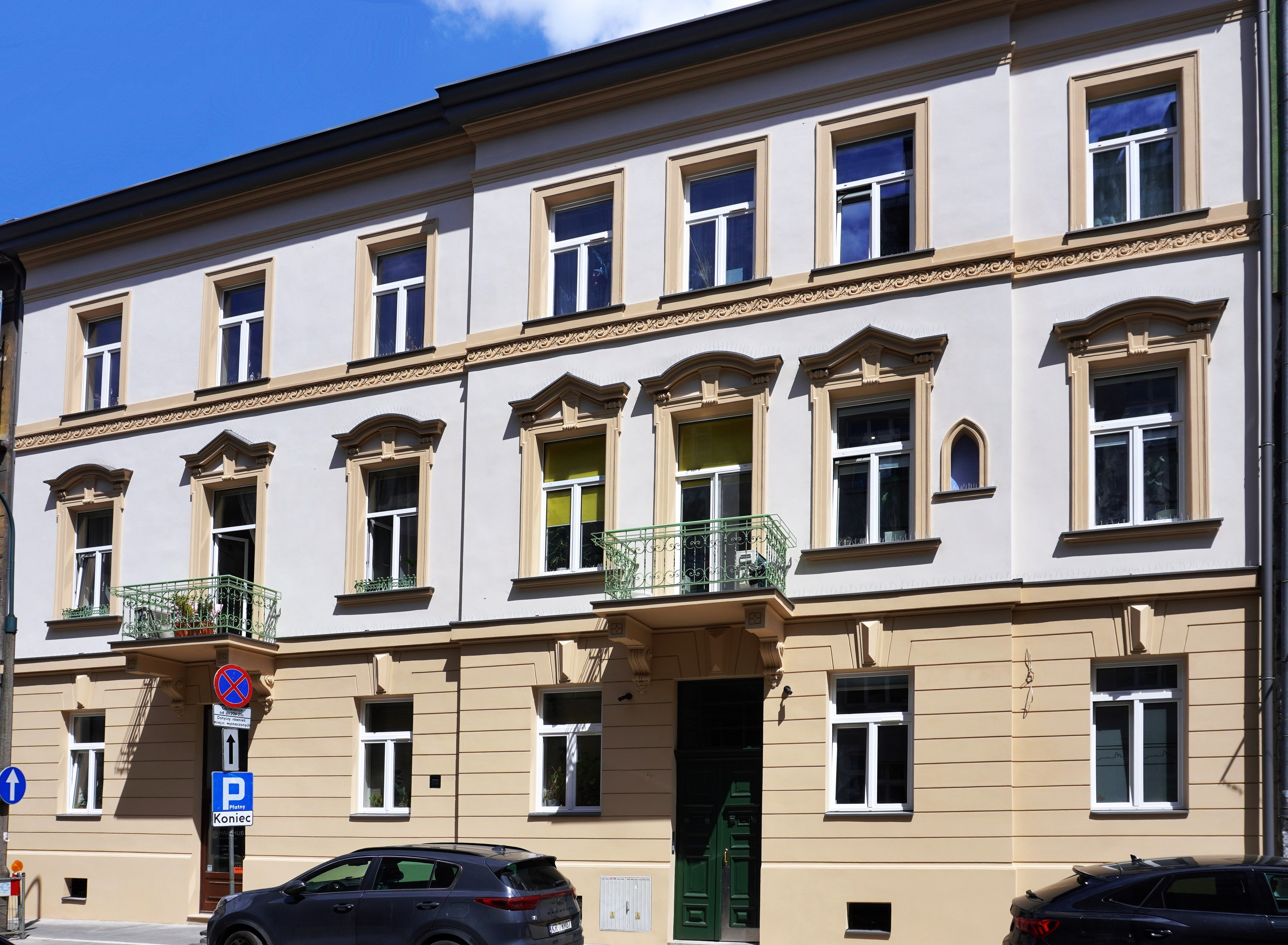
ul. Krowoderska 11. Kamienica (ok. 1890)
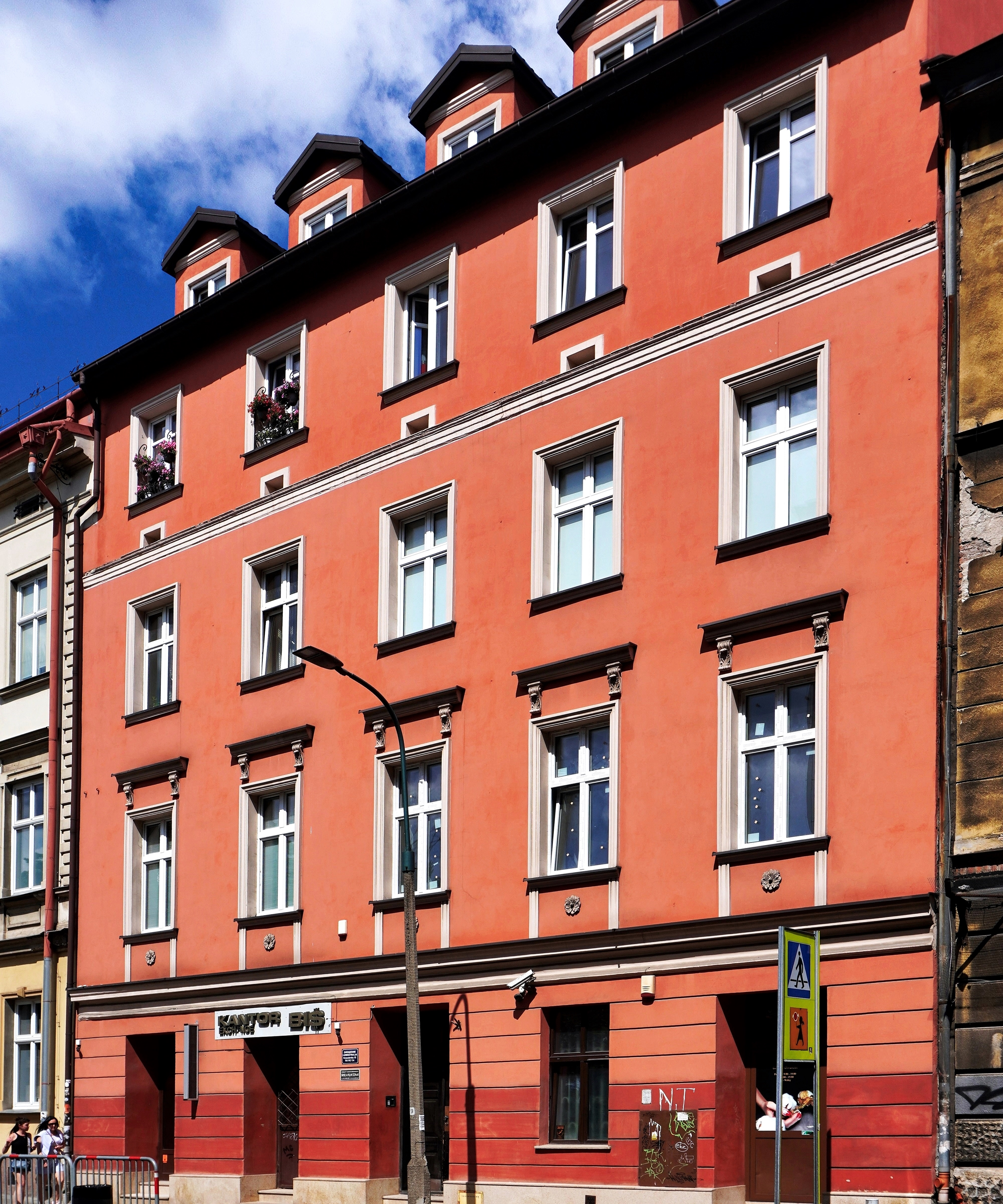
ul. Krowoderska 15. Kamienica (proj. Stefan Ertel, 1887)
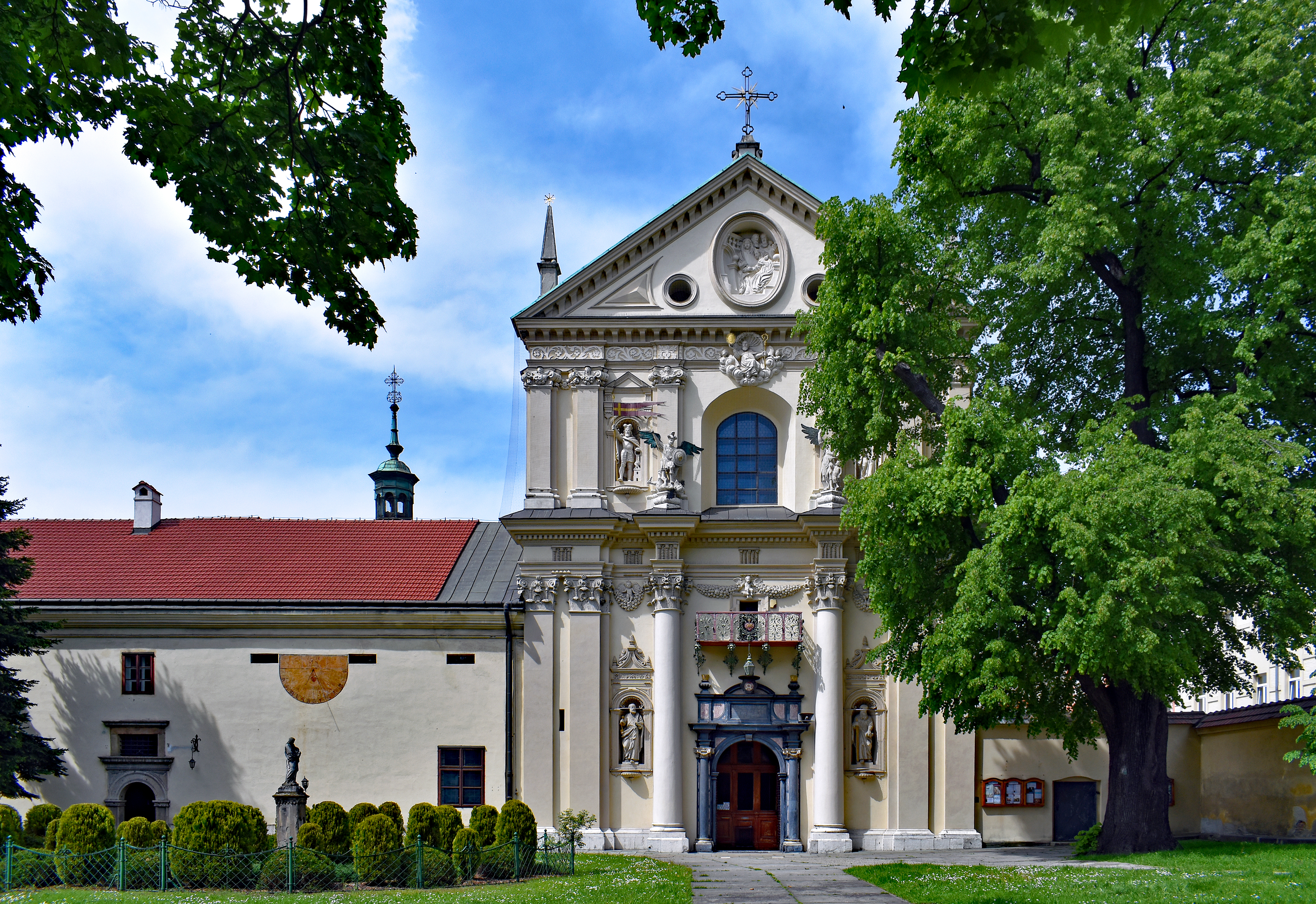
ul. Krowoderska 16 Kościół św. Franciszka Salezego i klasztor ss. wizytek
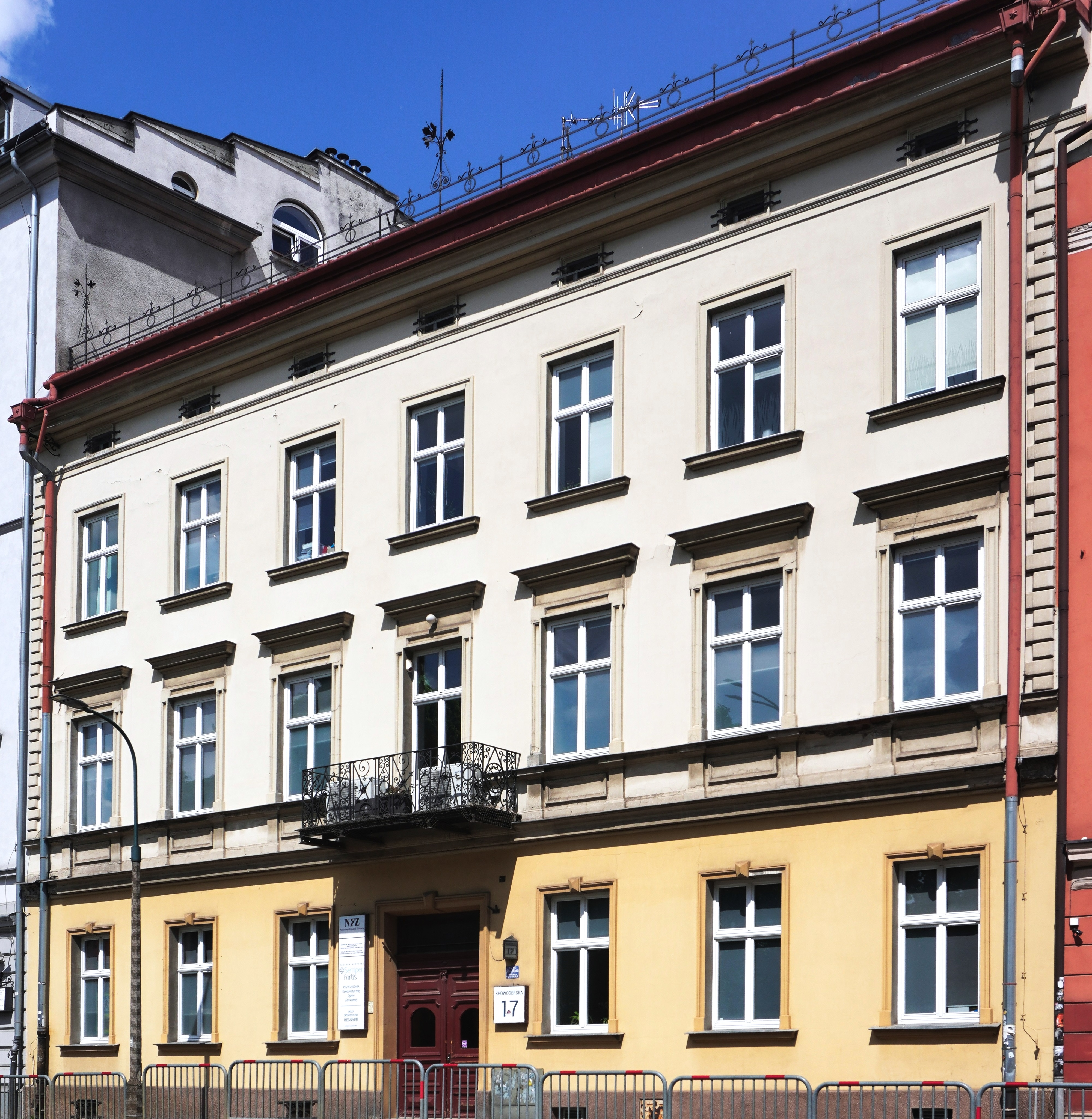
ul. Krowoderska 17. Kamienica (proj. Bronisław Müller, 1892)
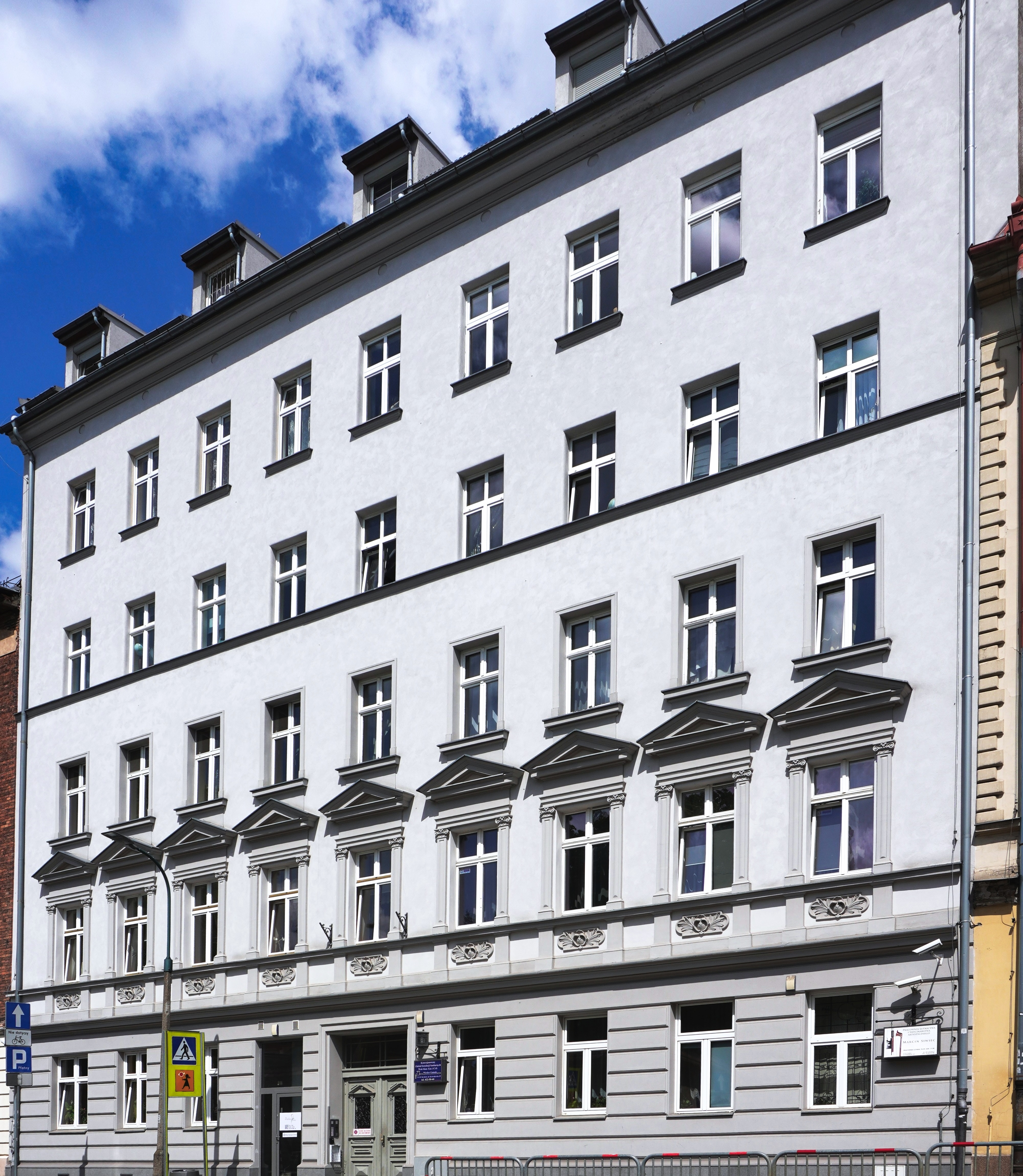
ul. Krowoderska 19. Kamienica (proj. Jan Drzewiecki, 1892–1896)
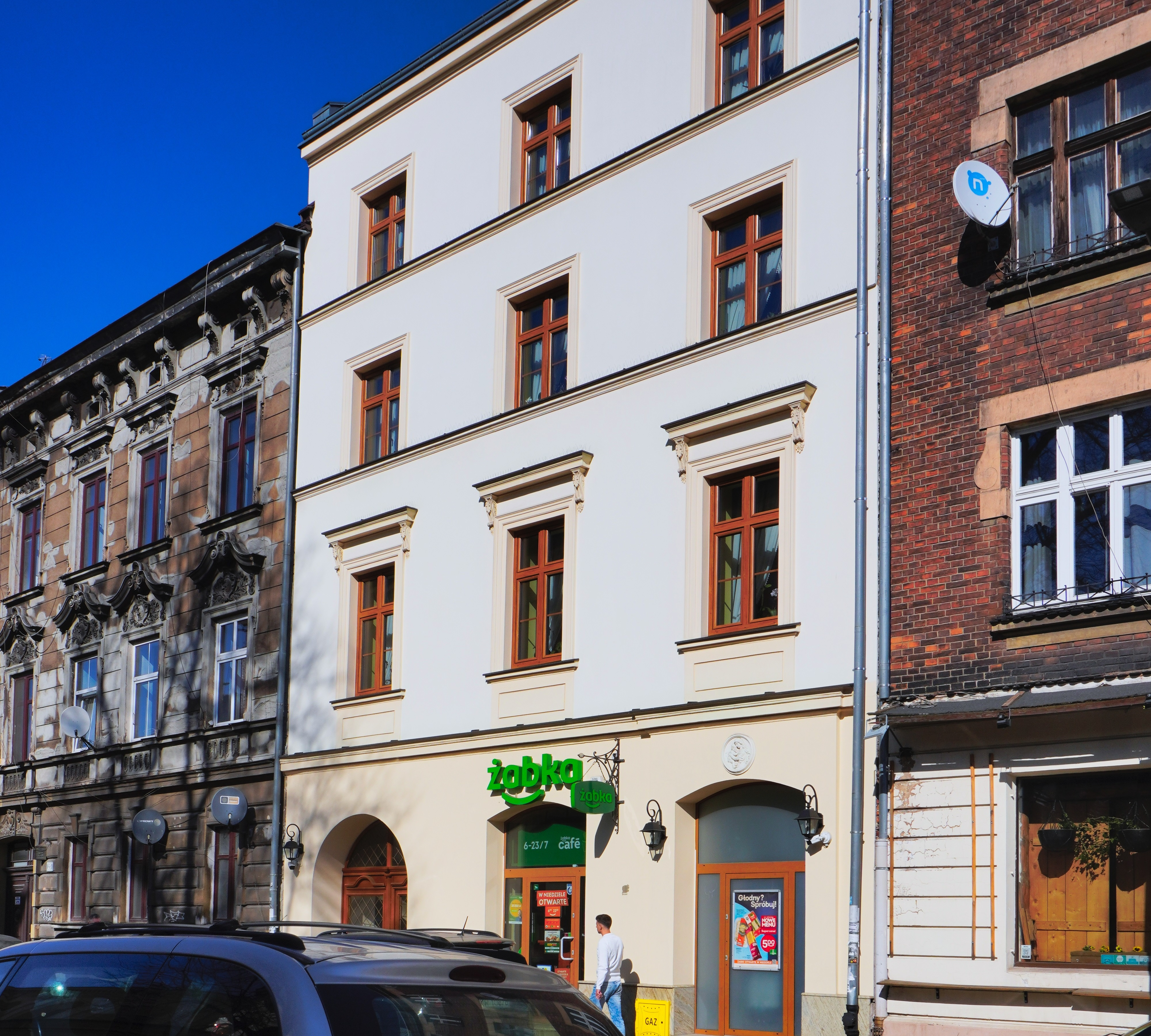
ul. Krowoderska 23. Kamienica (proj. Józef Ochmański, 1875)
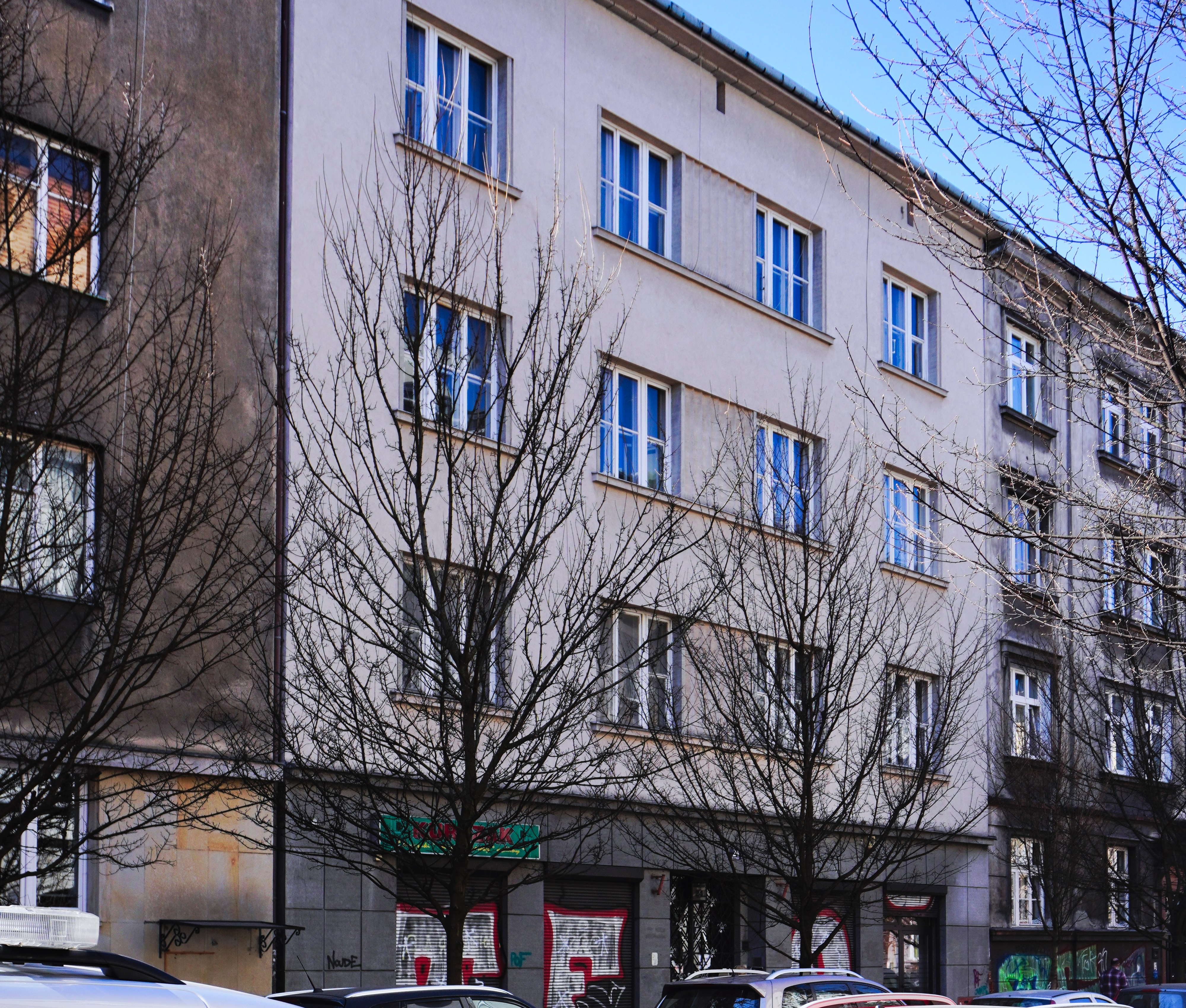
ul. Krowoderska 24. Modernistyczna kamienica
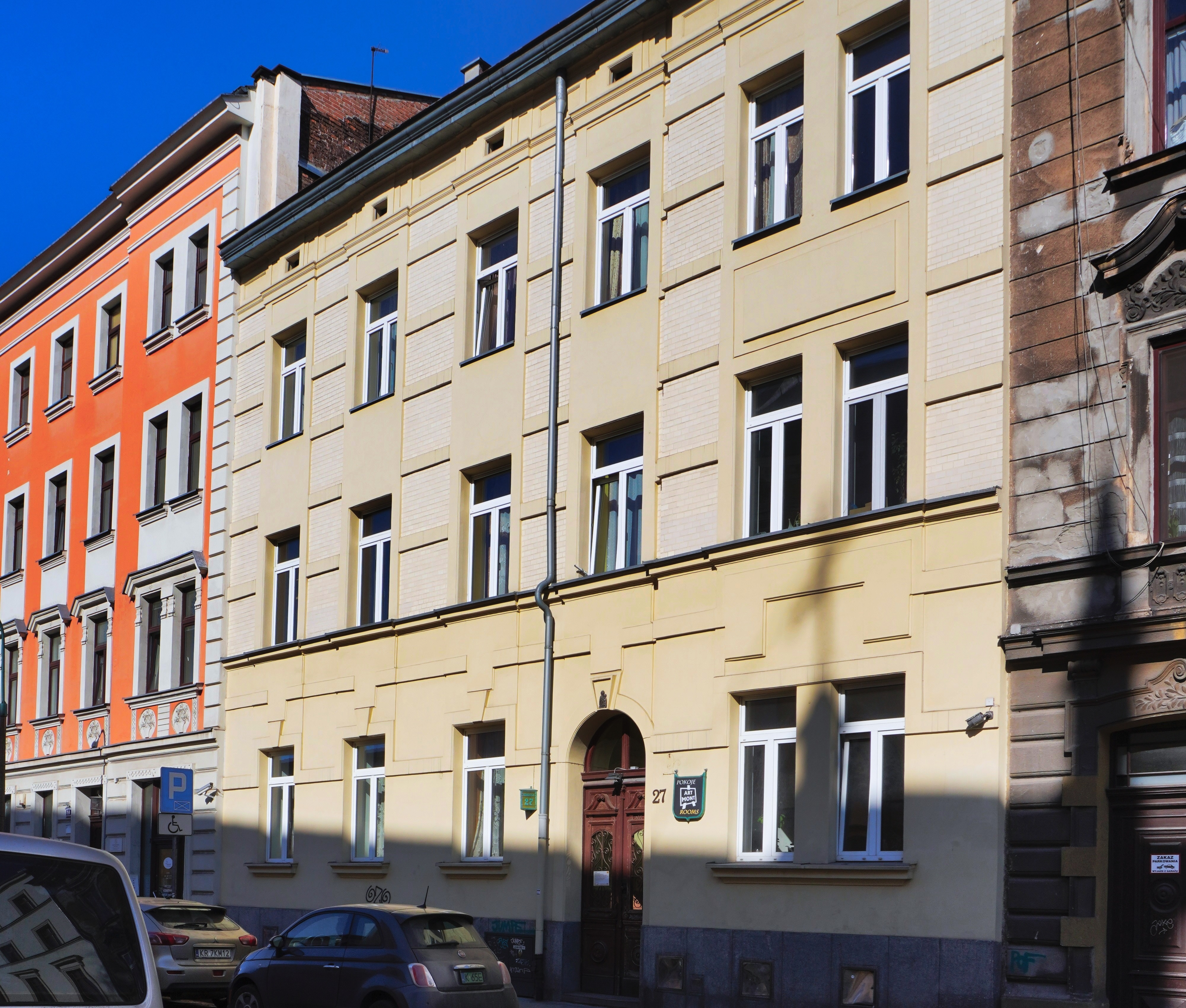
ul. Krowoderska 27. Kamienica (proj. Leopold Tlachna, 1906)
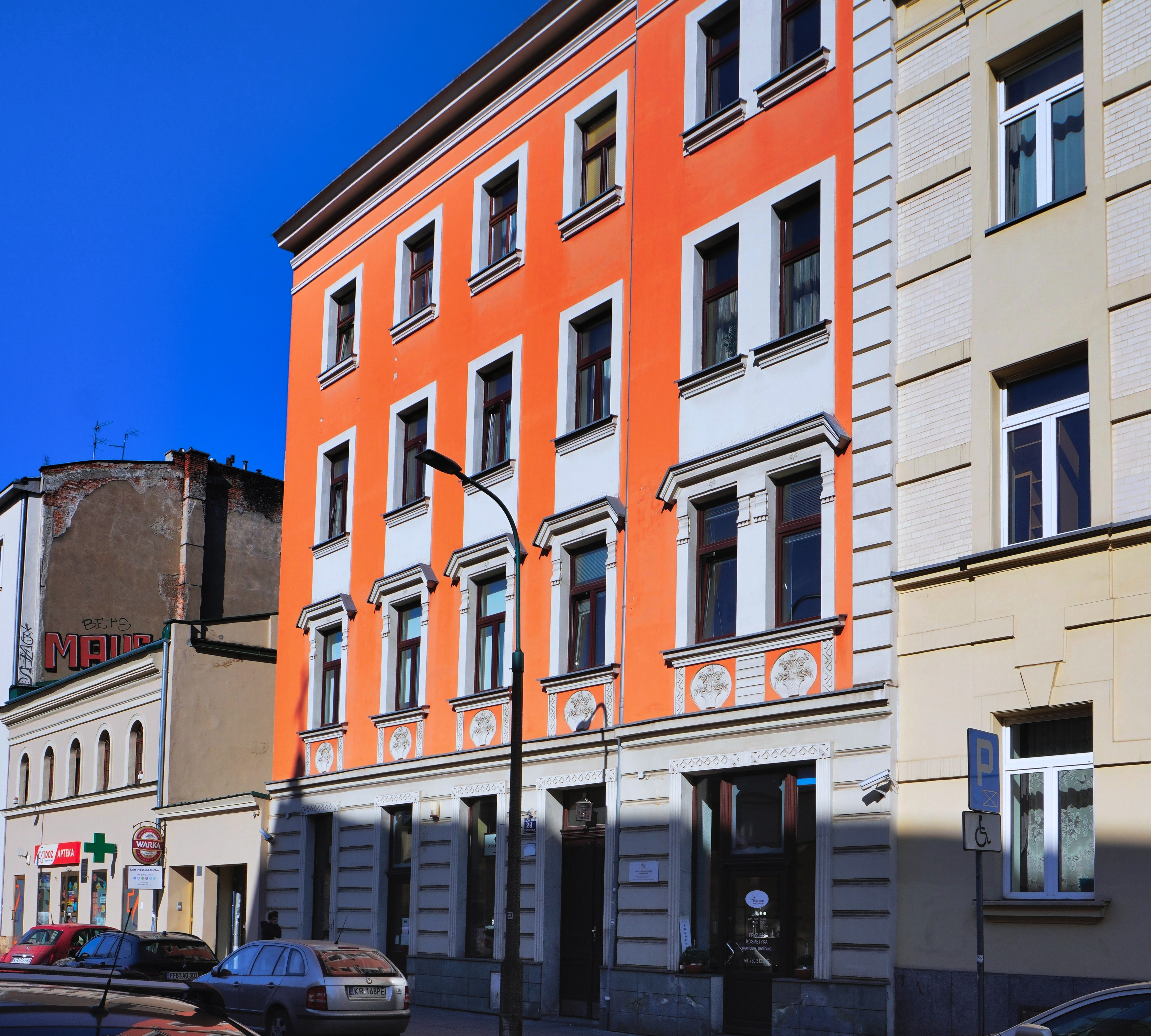
ul. Krowoderska 29. Kamienica (1908)
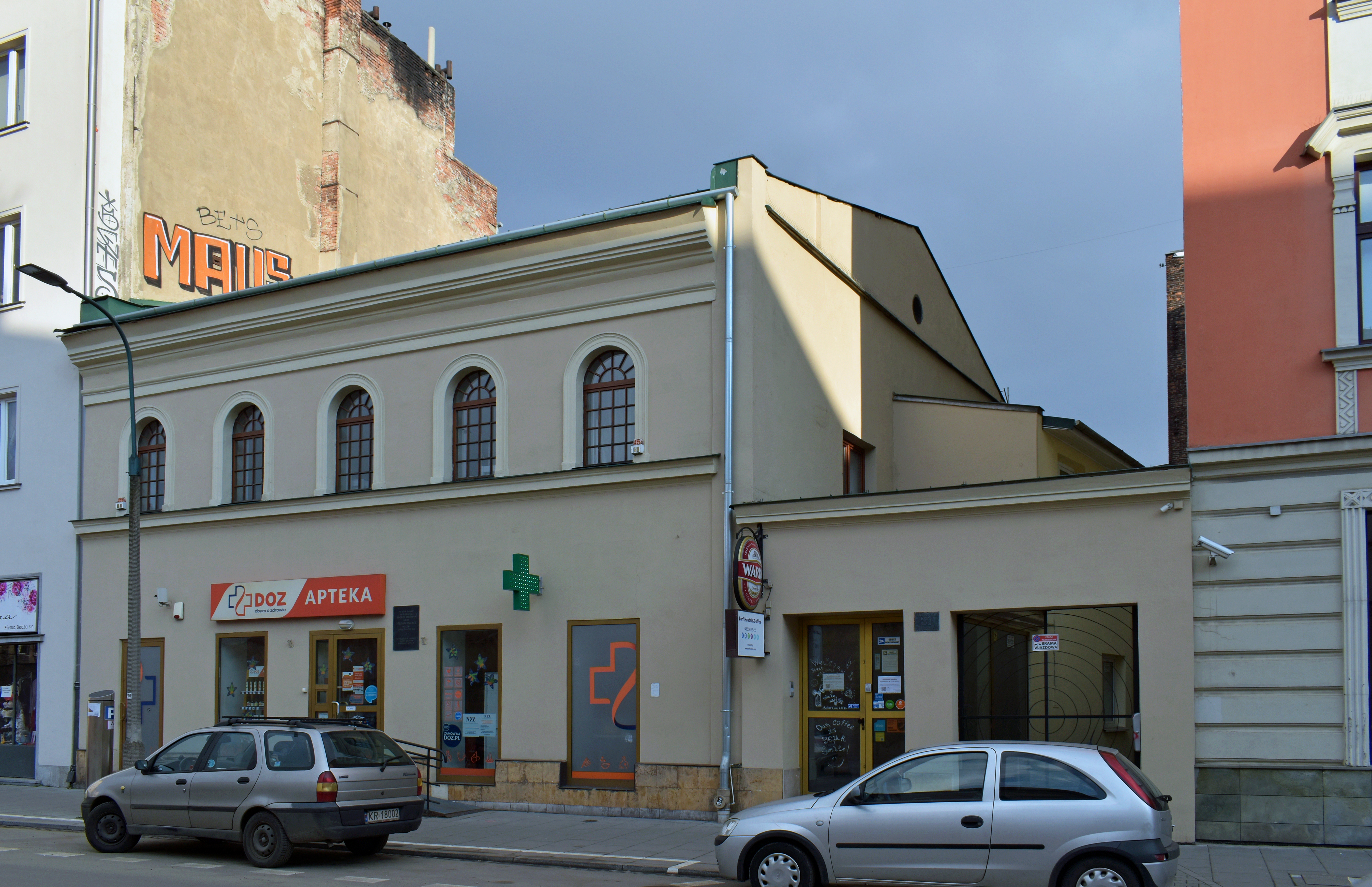
ul. Krowoderska 31. Budynek dawnego Teatru Ludowego.
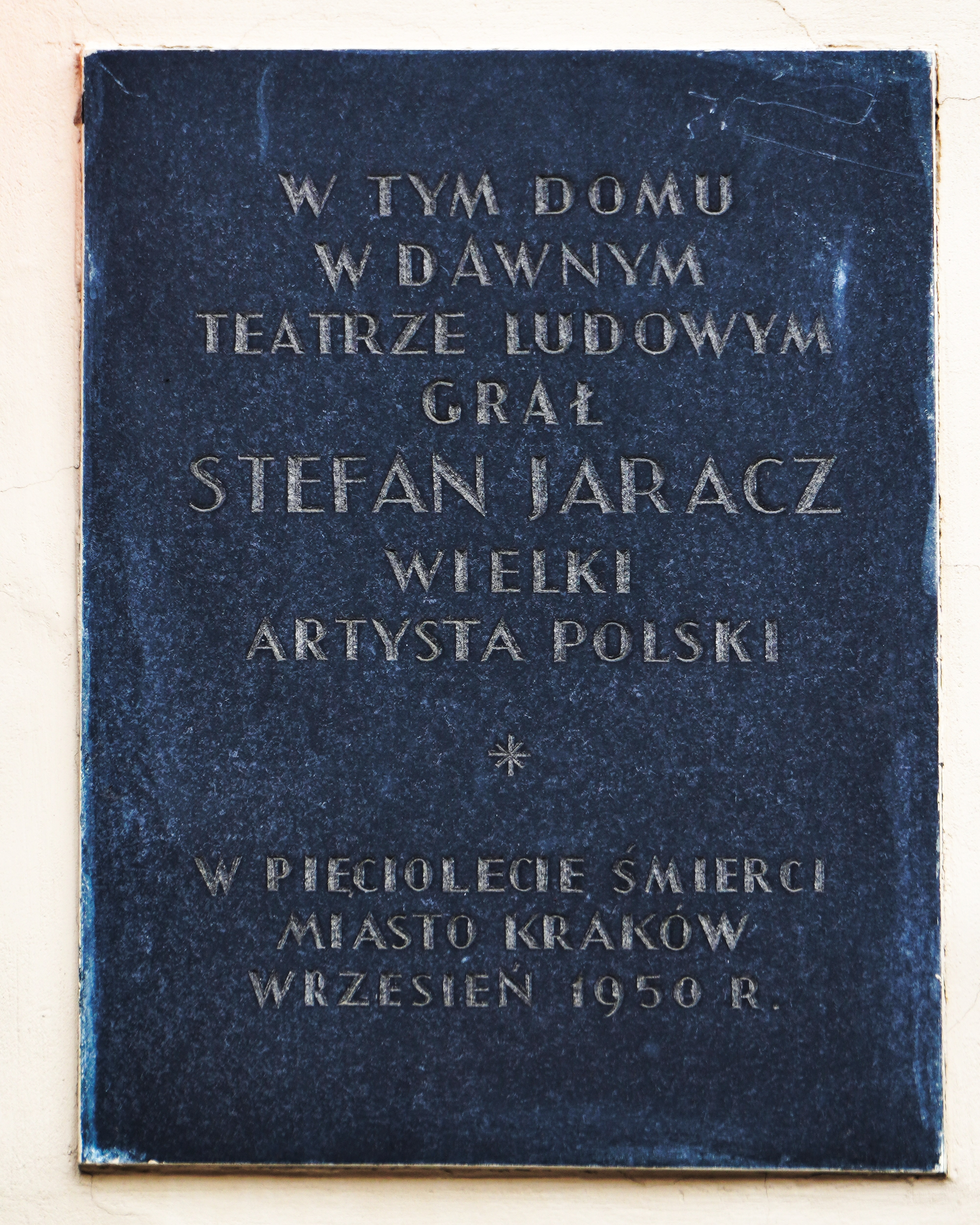
Tablica upamiętniająca Stefana Jaracza w elewacji budynku dawnego Teatru Ludowego.
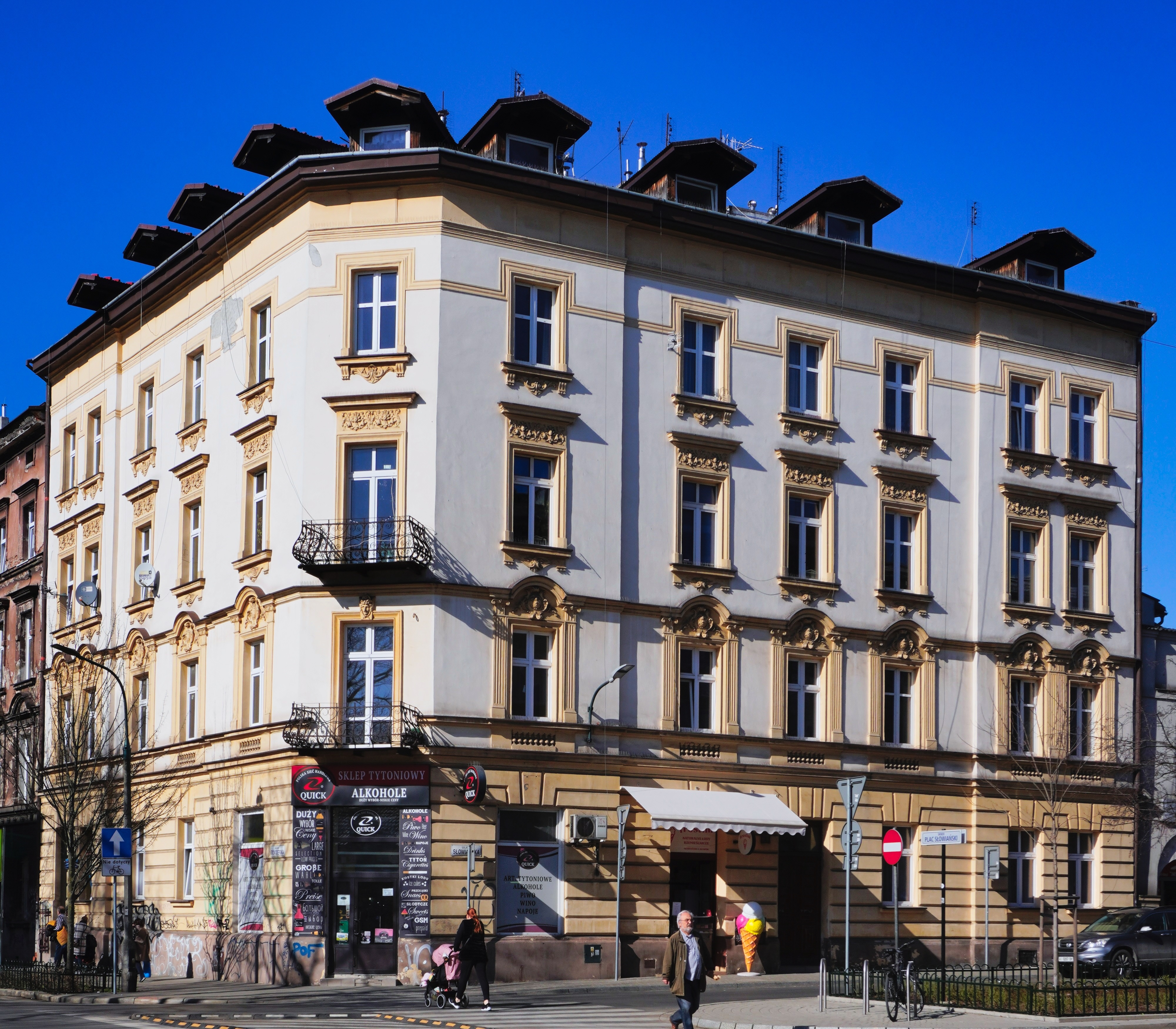
ul. Krowoderska 35. Kamienica (ok. 1890)
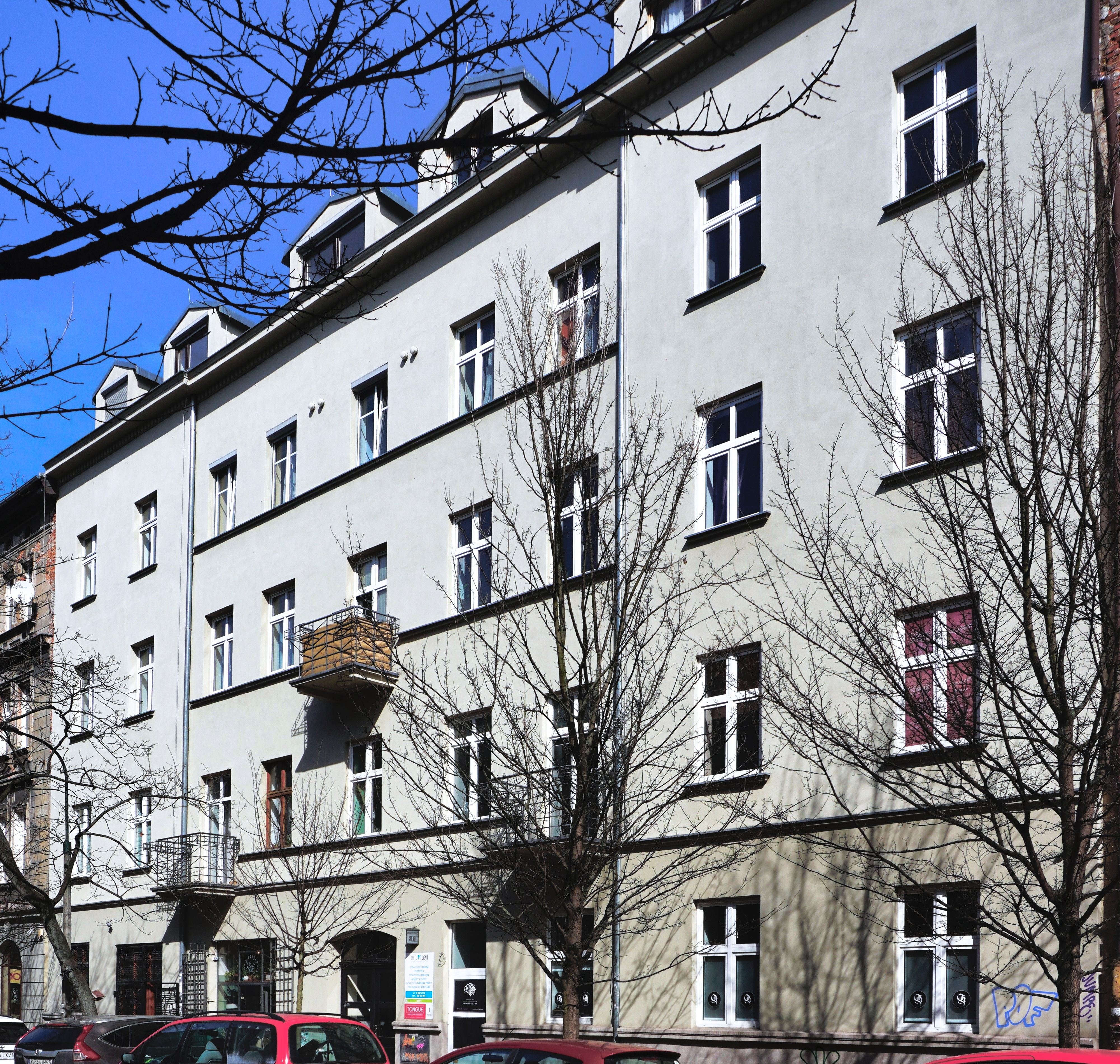
ul. Krowoderska 39. Kamienica
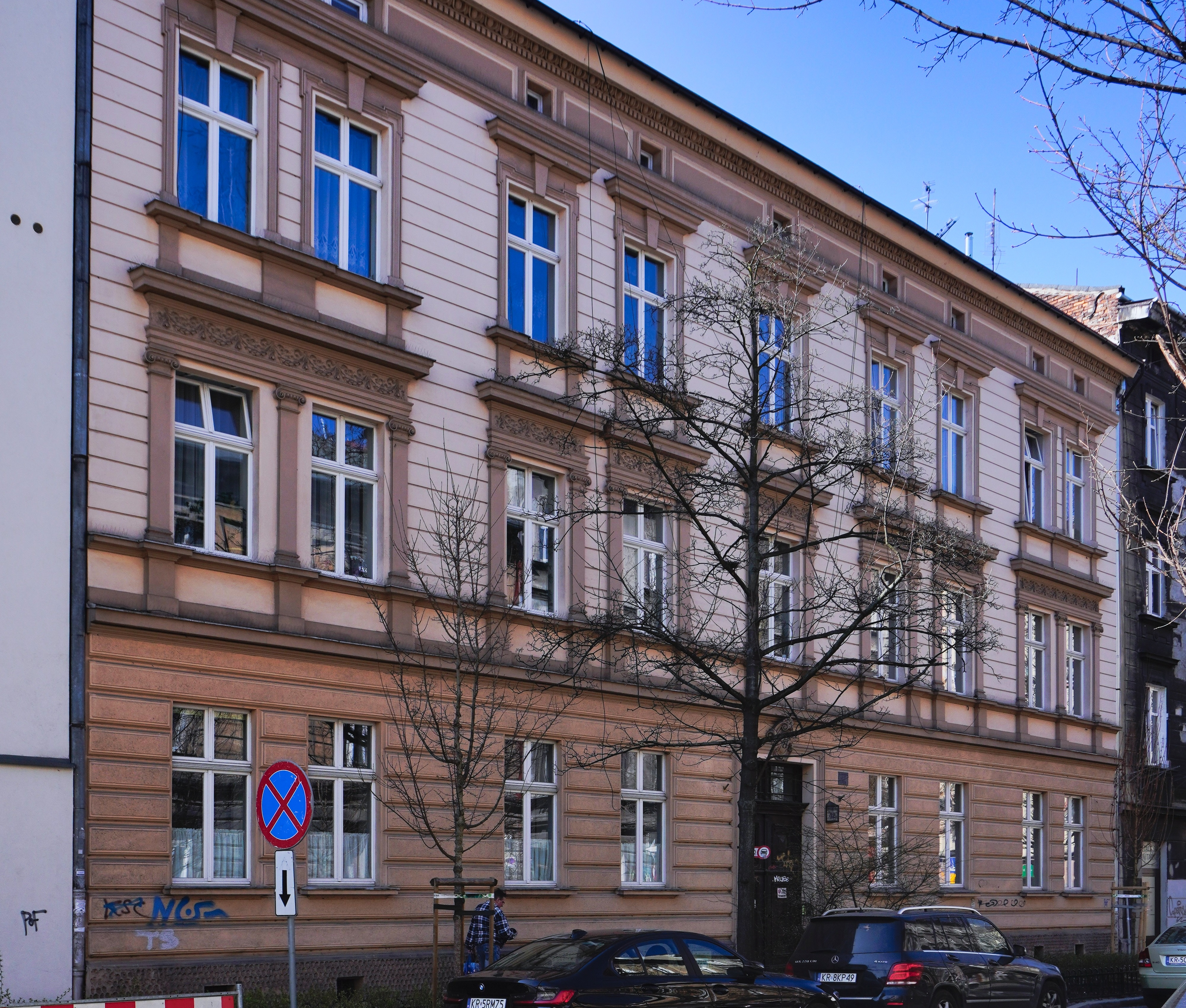
ul. Krowoderska 42. Kamienica (proj. Karol Żychoń, 1886)
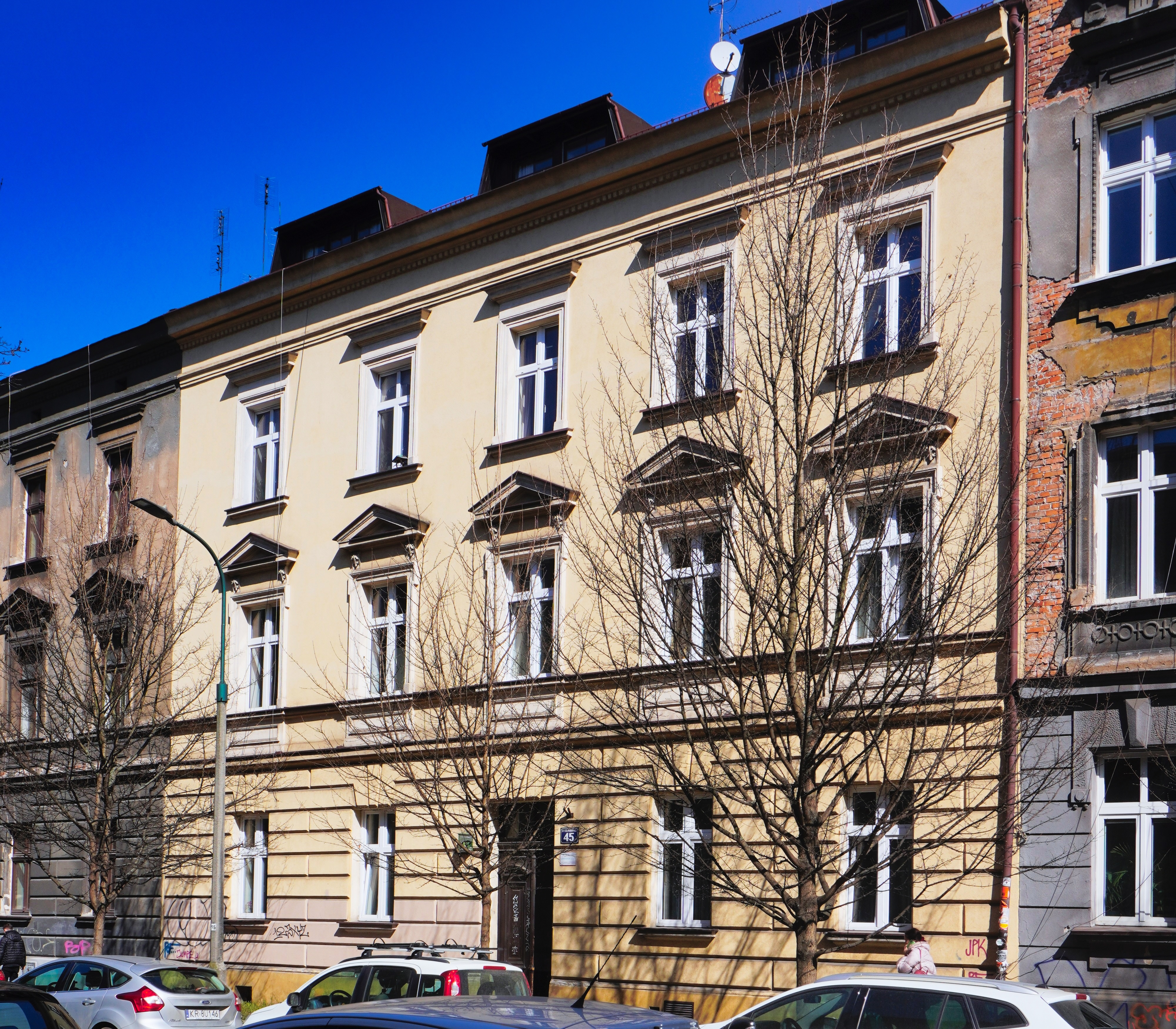
ul. Krowoderska 45. Kamienica (1888)
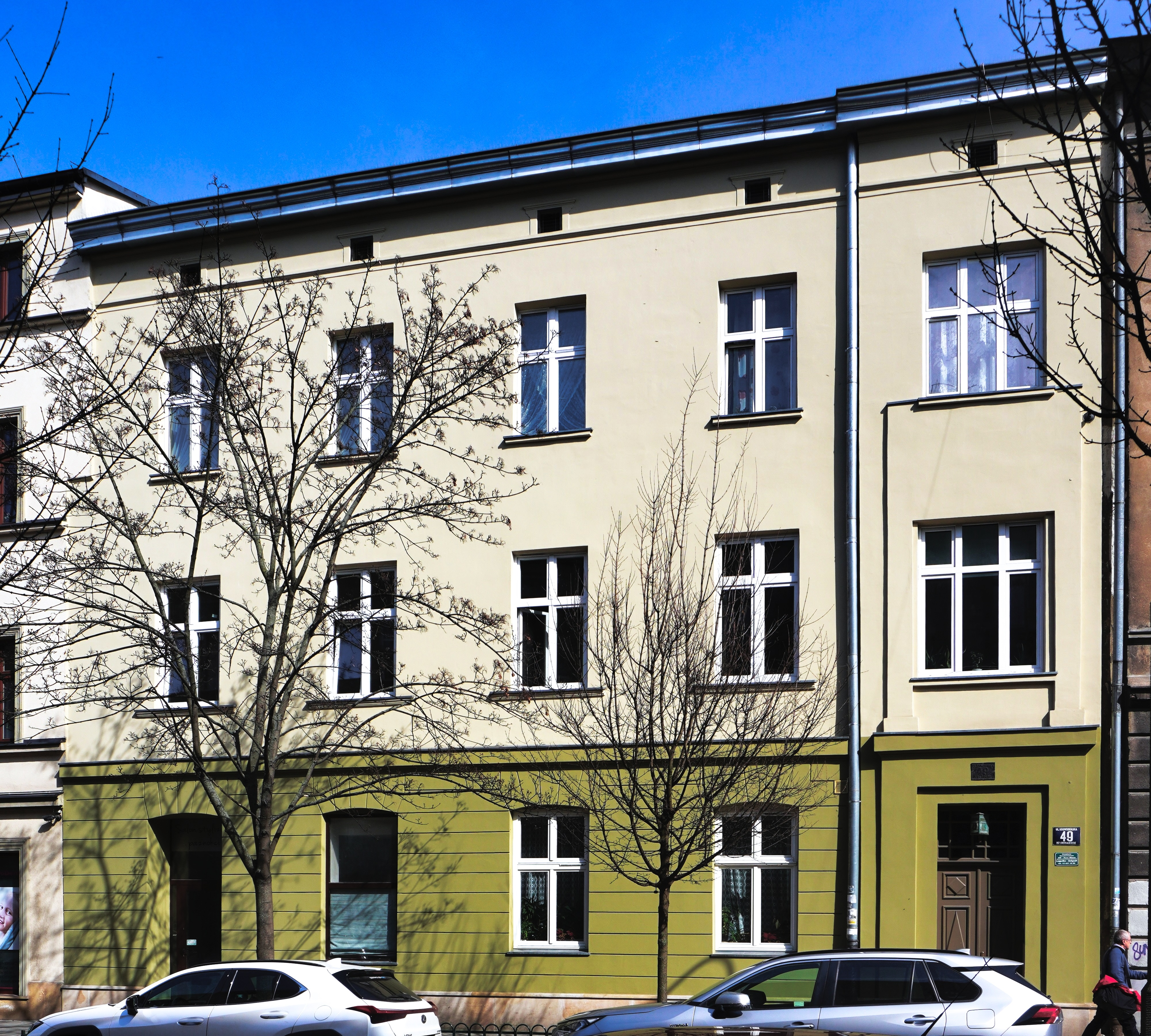
ul. Krowoderska 49. Kamienica (ok. 1900)
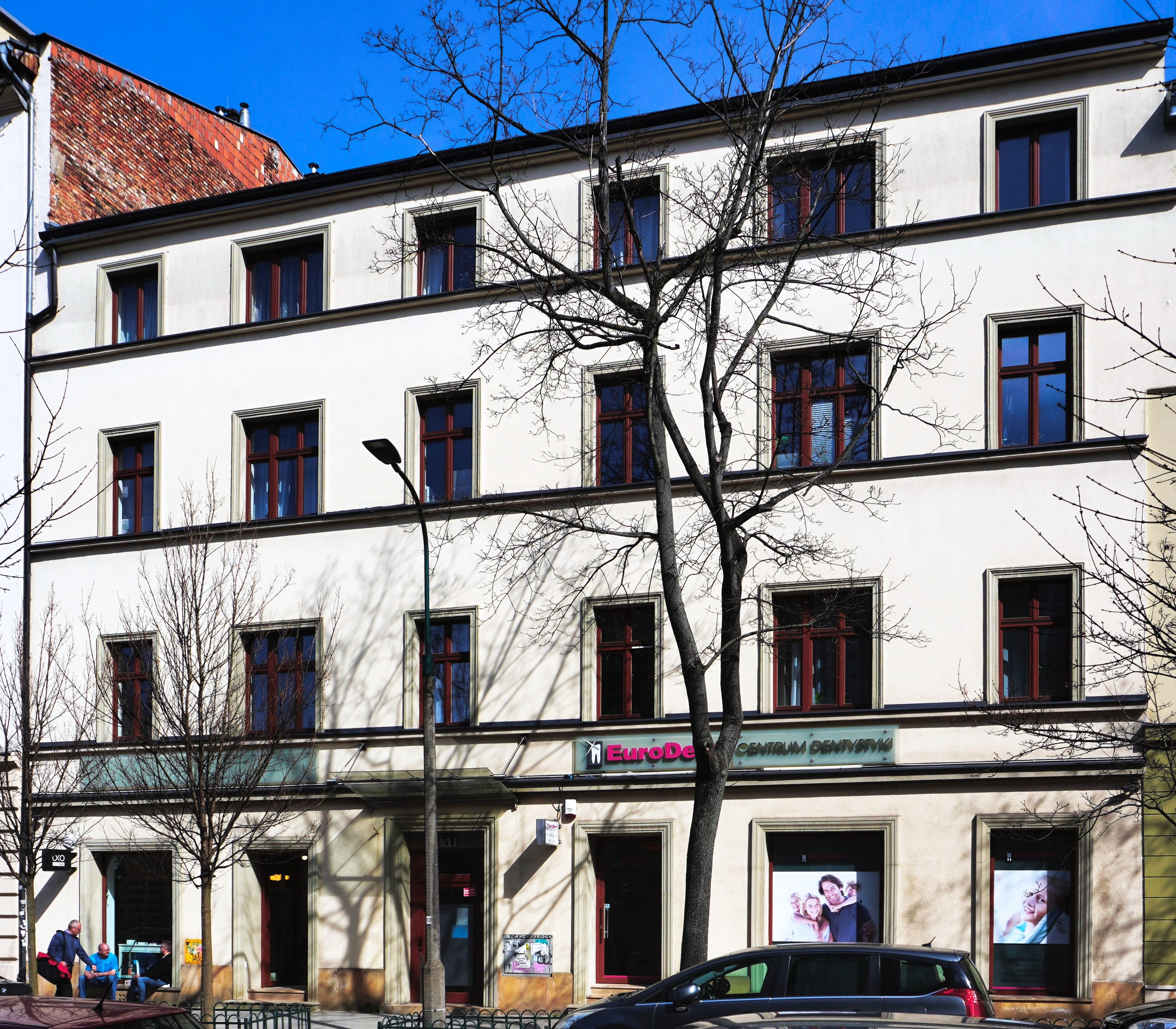
ul. Krowoderska 51. Kamienica (ok. 1880)
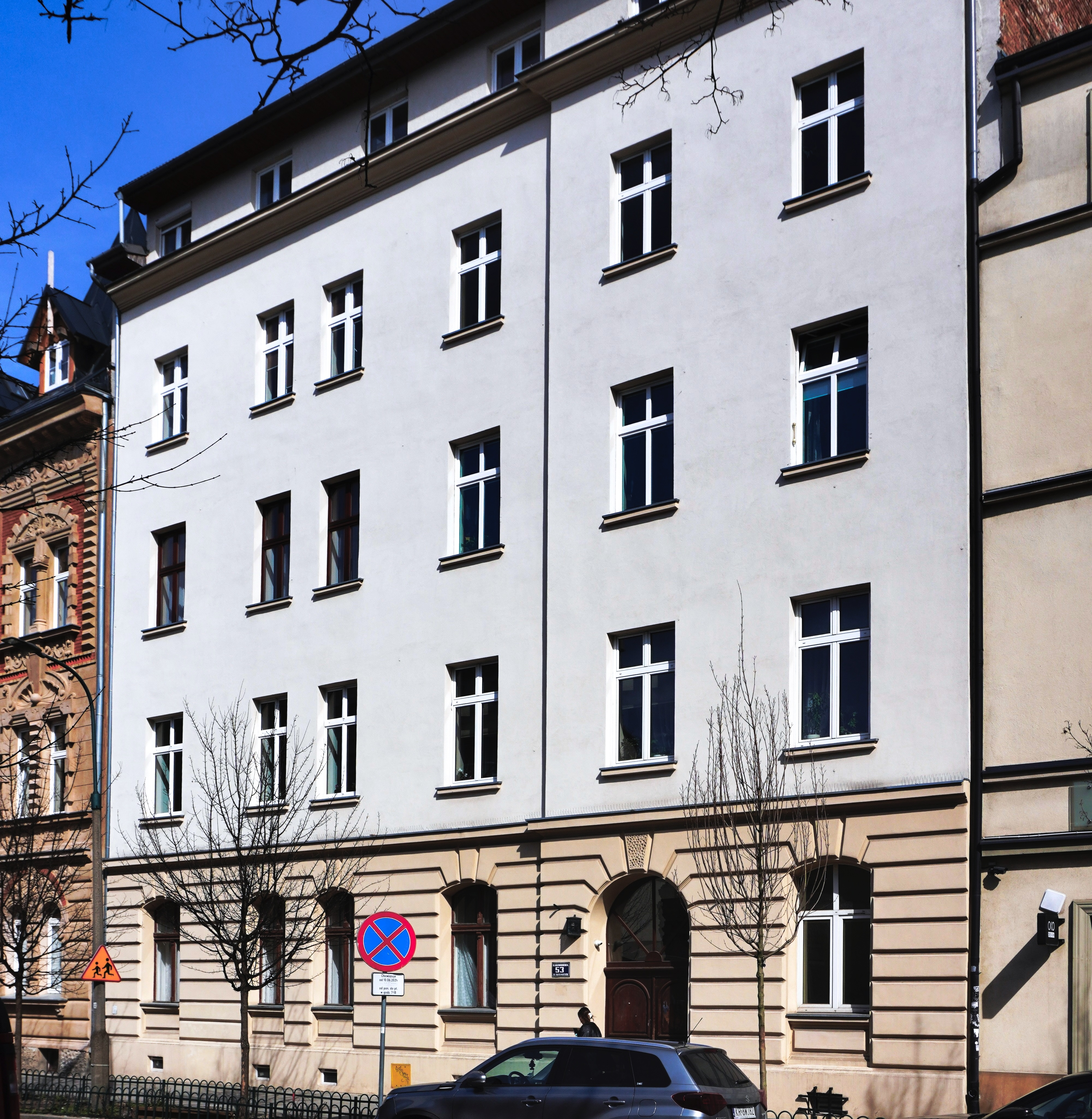
ul. Krowoderska 53. Kamienica (ok. 1900)
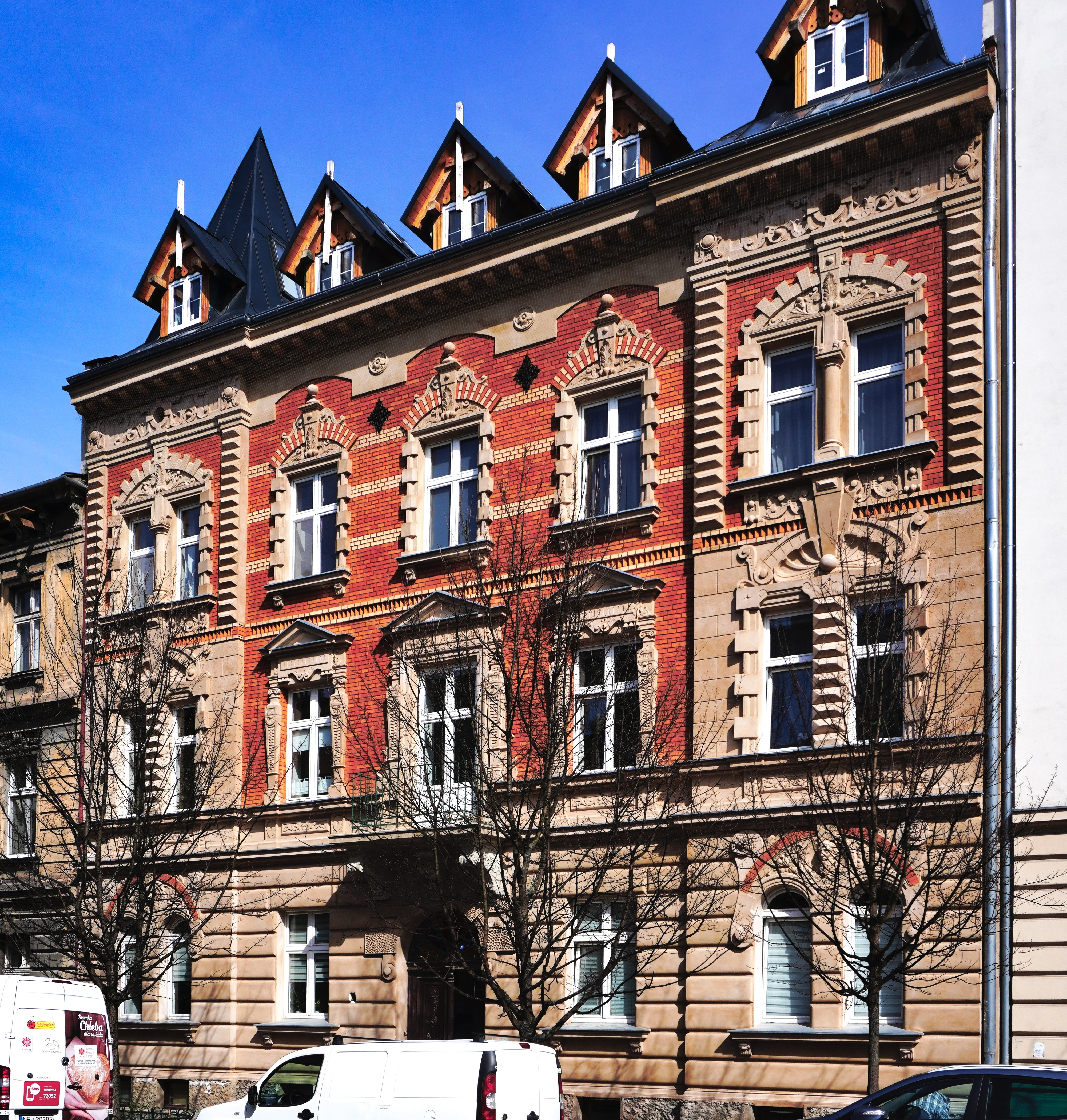
ul. Krowoderska 55. Kamienica (proj. Aleksander Biborski, 1893–1894)
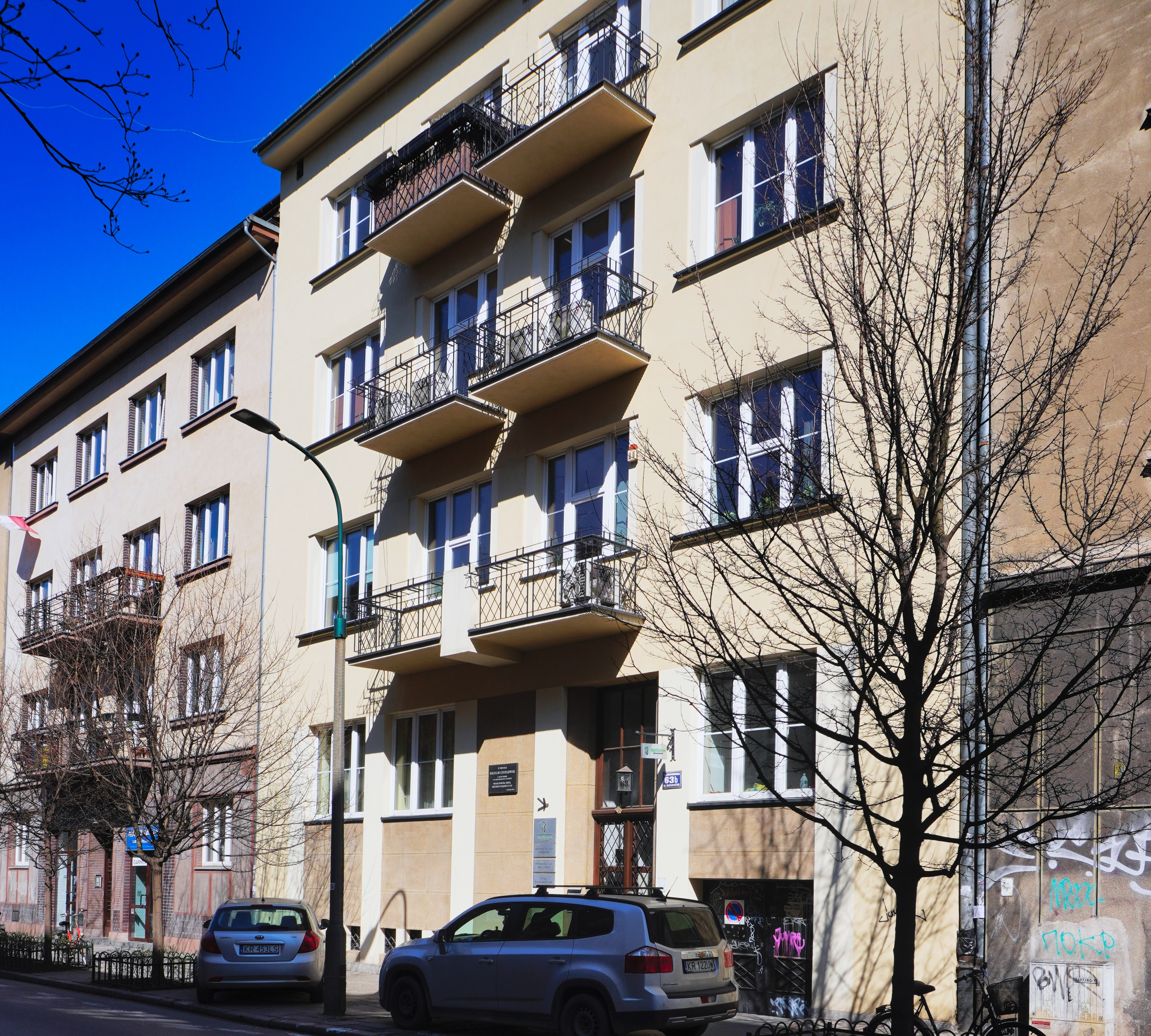
ul. Krowoderska 63b. Kamienica (proj. Antoni Pawlikowski, 1937)
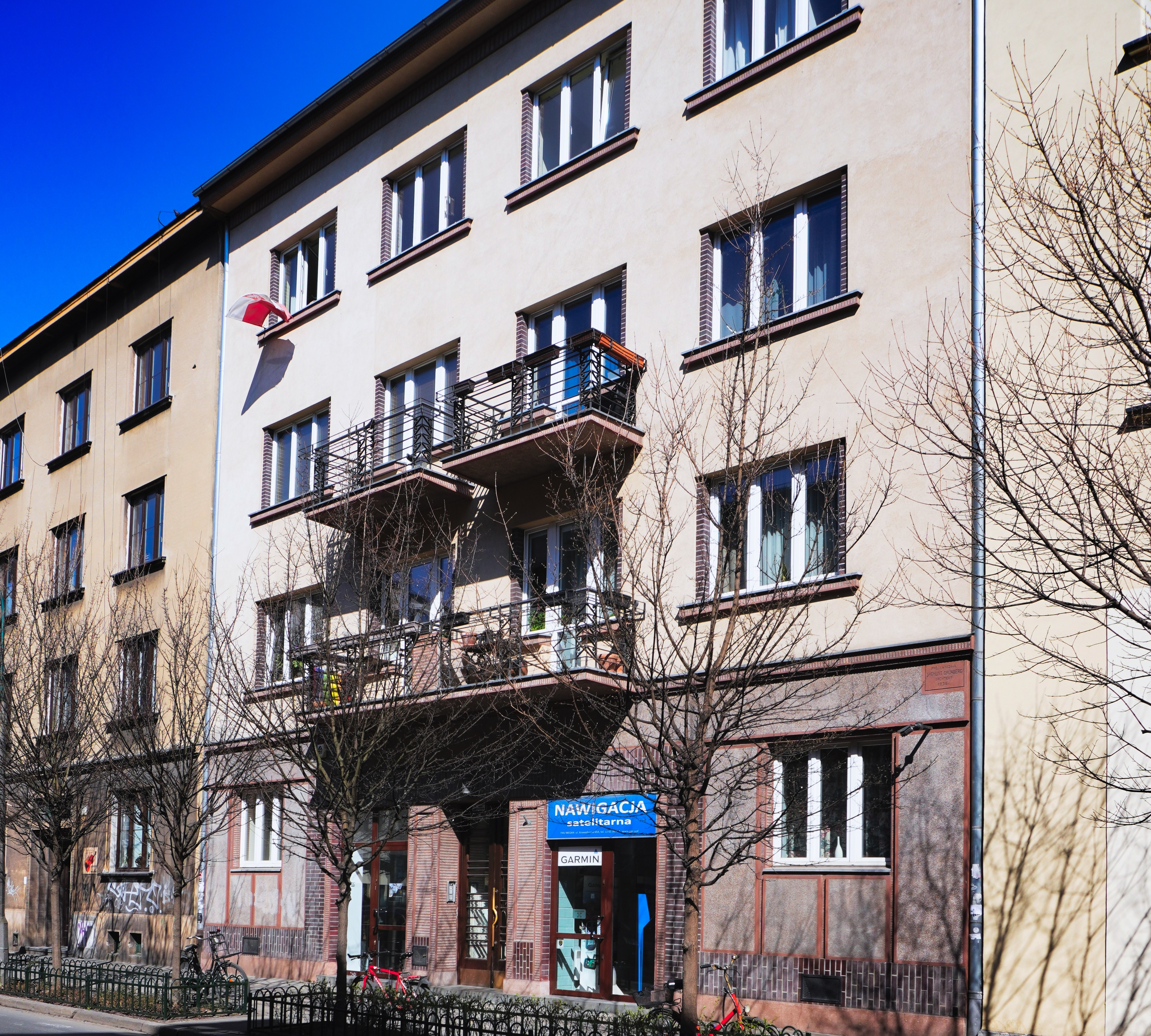
ul. Krowoderska 65a. Modernistyczna kamienica
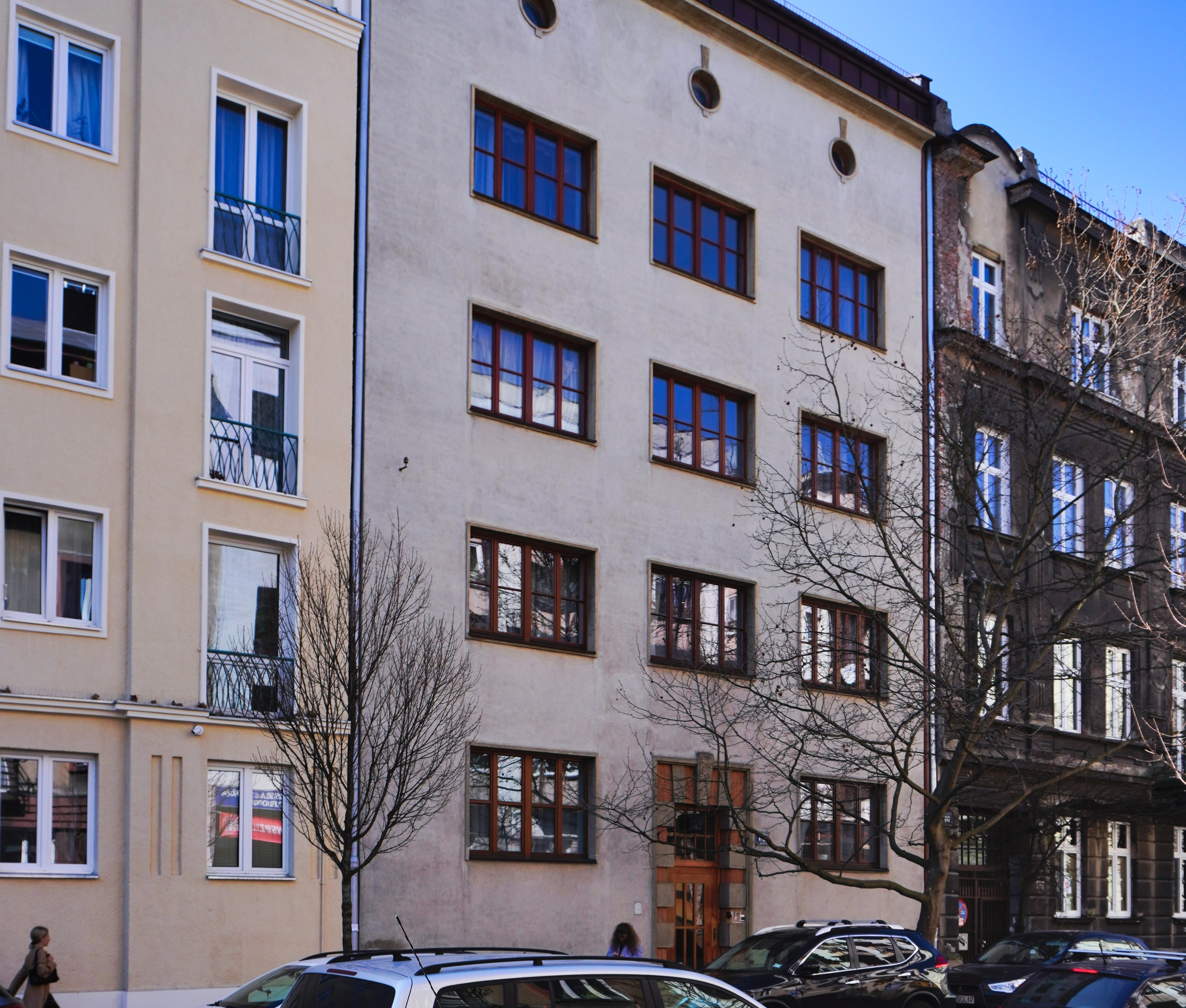
ul. Krowoderska 66b. Modernistyczna kamienica (ok. 1940)
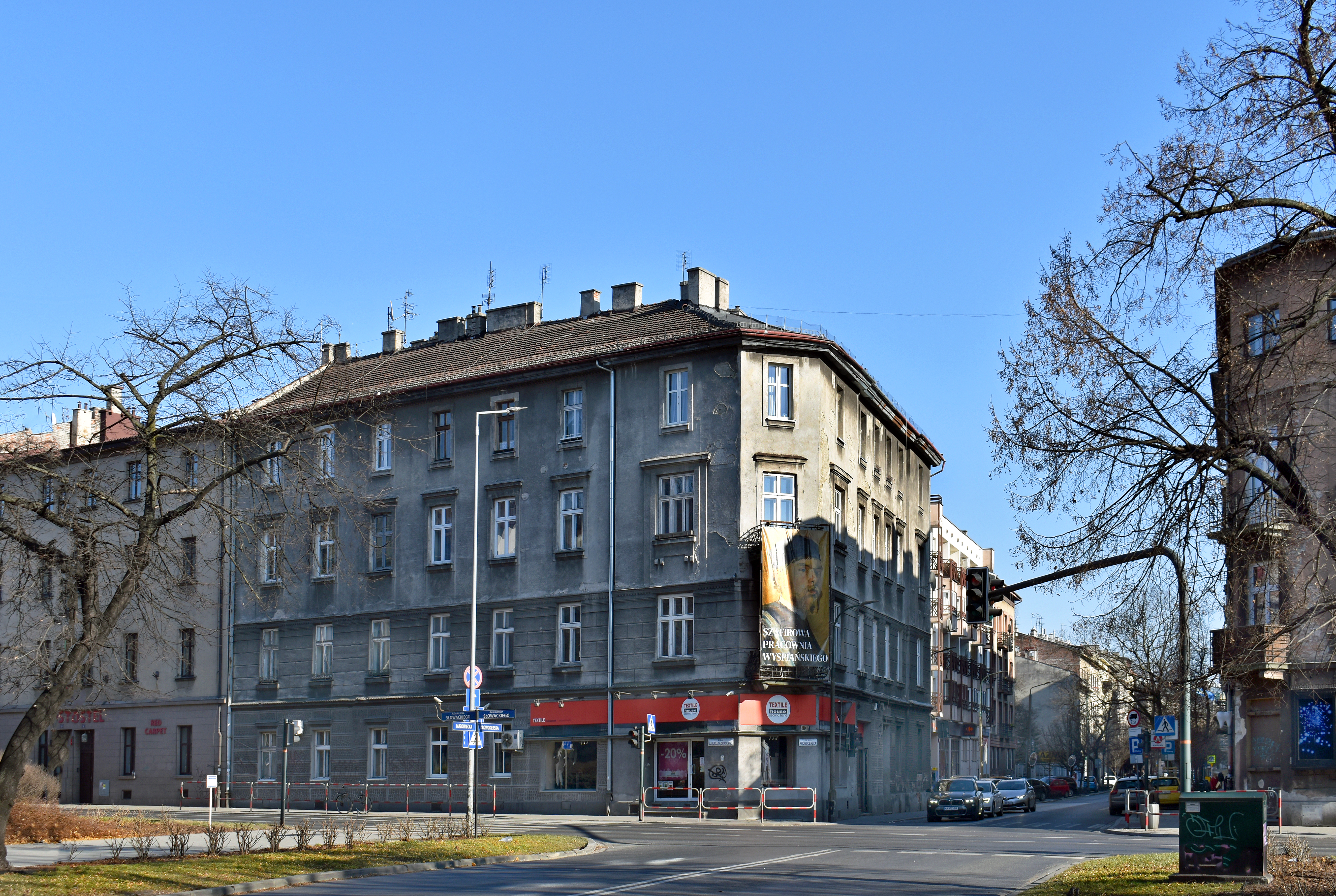
ul. Krowoderska 79. Kamienica, w której mieszkał Wyspiański.
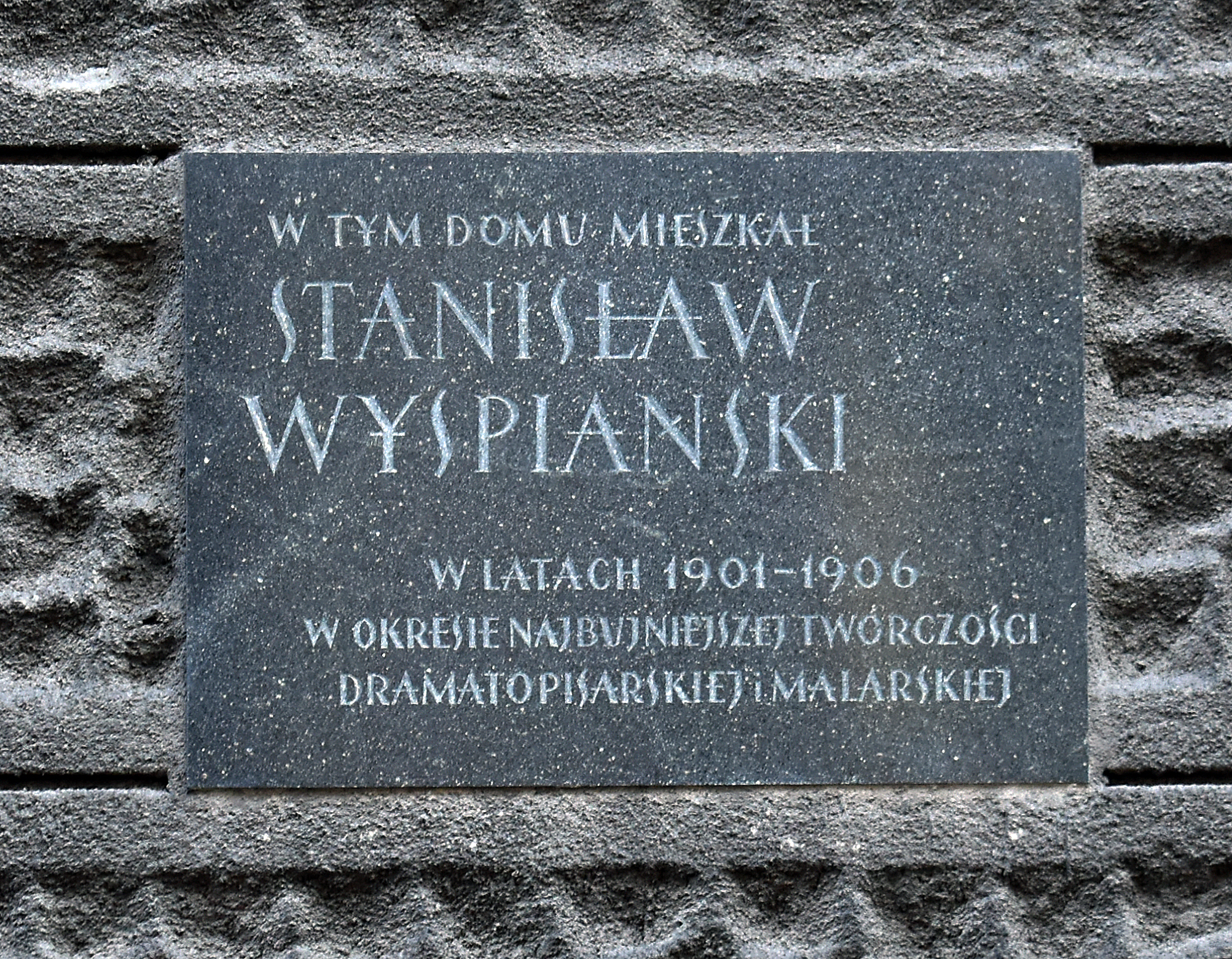
Tablica pamiątkowa na kamienicy związanej z malarzem.

## Źródła
- Praca zbiorowa Zabytki Architektury i budownictwa w Polsce. Kraków Krajowy Ośrodek Badań i Dokumentacji Zabytków Warszawa 2007, ISBN 978-83-922906-8-1.
- Praca zbiorowa Encyklopedia Krakowa Wydawnictwo Naukowe PWN, Warszawa-Kraków 2000, ISBN 83-01-13325-2.